# Government Performance and Results Act
Il Government Performance and Results Act (GPRA) (P.L. 103-62) è una legge degli Stati Uniti emanata nel 1993. È una delle leggi pensate per migliorare la gestione dei programmi governativi. La GPRA richiede alle agenzie di impegnarsi in attività di project management come definire gli obiettivi, misurare i risultati e riportare gli avanzamenti lavori in maniera sistematica. In modo da soddisfare la GPRA le agenzie producono piani strategici, analisi di performance e conducono analisi degli scostamenti dei programmi rispetto alla previsioni.
Gli elementi fondamentali del GPRA sono i seguenti:
- Le agenzie federali sono obbligate a produrre piani strategici quinquennali che devono contenere le dichiarazioni sugli obiettivi strategici dell'agenzia sul lungo termine. Tali piani sono orientati ai risultati relativamente alle proprie funzioni
- Le agenzie federali sono obbligate a produrre piani di valutazione delle performance sui quali l'efficacia dell'agenzia stessa verrà misurata nell'anno fiscale di riferimento, con una breve descrizione di come questi obiettivi verranno raggiunti e come il loro raggiungimento sarà verificato
- Le agenzie federali devono preparare un performance report annuale dove spiegano quali obiettivi sono stati raggiunti e quali non sono stati raggiunti durante l'anno fiscale di riferimento

L'Office of Management and Budget (OMB) ha il compito di produrre ai sensi del GPRA un report annuale sulle prestazioni dell'agenzia. Questi viene poi utilizzato per la preparazione del bilancio annuale del Presidente degli Stati Uniti.
Il 4 gennaio 2011 il Presidente Obama ha sottoscritto l'H.R. 2142, detto GPRA Modernization Act of 2010 (GPRAMA), trasformato in legge con il P.L. 111-352. Section 10 il quale richiede alle agenzie di pubblicare i loro piani strategici e piani di valutazione e report delle performance in formato leggibile dalle macchine (machine-readable formats) StratML.